# Pałac Lanckorońskich w Wiedniu

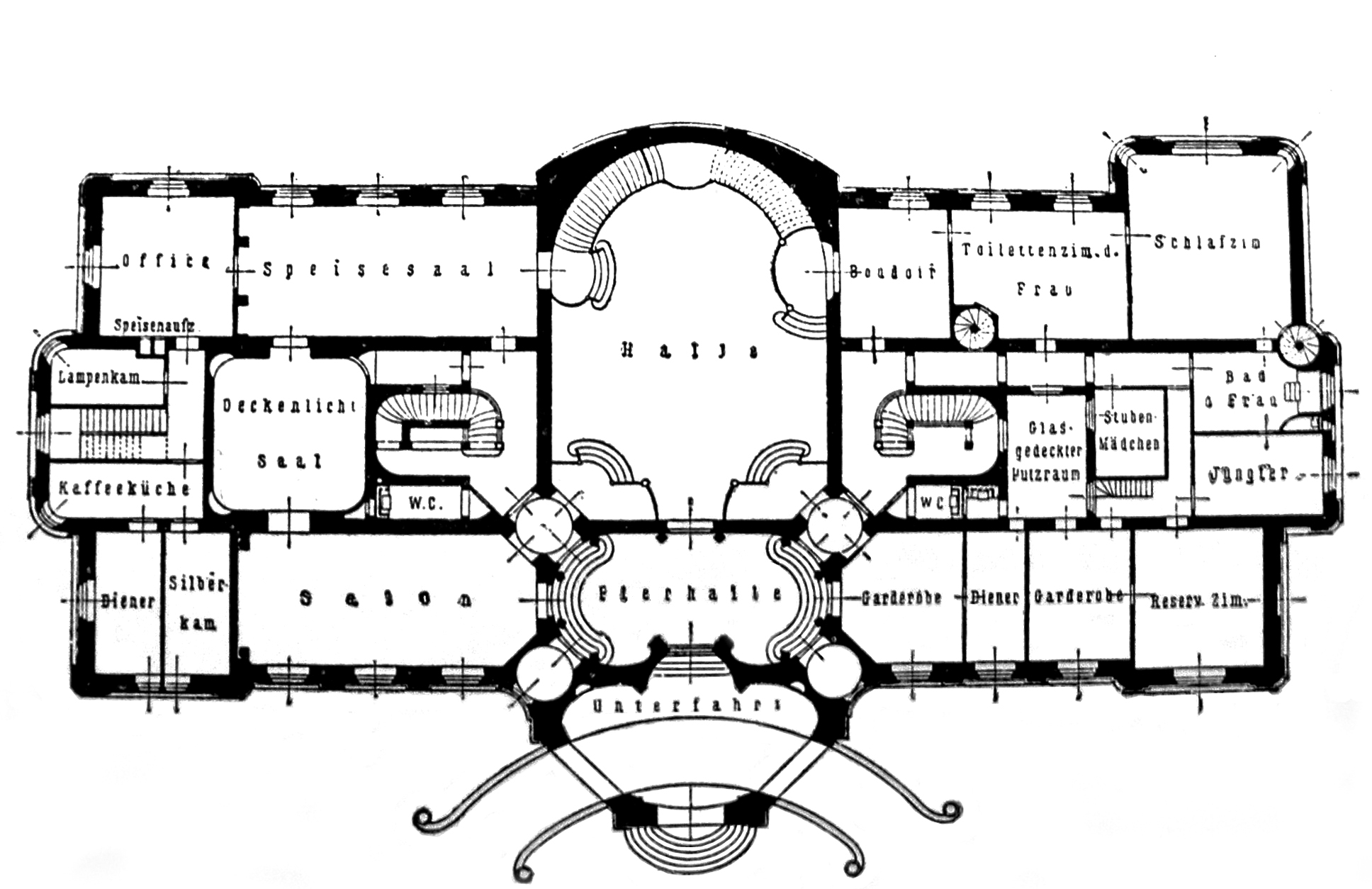
Rzut parteru

Pałac Lanckorońskich (niem. Palais Lanckoroński) – neobarokowy pałac wzniesiony w latach 1894–1895 przy Jacquingasse 16–18 według projektu sporządzonego przez Biuro projektowe Fellner & Helmer na zlecenie hr. Karola Lanckorońskiego. Uszkodzony podczas bombardowań w czasie wojny, strawiony przez pożar w 1945, nie został odbudowany z powodu trudności finansowych. Na jego miejscu stanął budynek biurowy firmy Hoffmann-LaRoche, użytkowany przez firmę Motorola.

## Historia
Hrabia Karol Lanckoroński (1848–1933) był dziedzicznym członkiem austro-węgierskiej Izby Panów. Urodzony w Wiedniu, zdobył wykształcenie prawnicze i zasiadał w parlamencie jako członek Koła Polskiego. Od roku 1914 był wielkim szambelanem dworu cesarskiego,
Karol Lanckoroński był znawcą i kolekcjonerem dzieł sztuki – zgromadził bogate zbiory. Ponieważ dawna rezydencja przy Riemergasse 8 nie mogła pomieścić rozrastającej się kolekcji, wzniesiono nową rezydencję w pobliżu pałacu Belvedere na miejscu zburzonych fortyfikacji miejskich. 
Nowy pałac o trzech kondygnacjach znajdował się na terenie obszernego ogrodu. Pałac w stylu neobarokowym stał się miejscem spotkań elit Wiednia: arystokratów i artystów. Do gości pałacu należeli m.in. malarze Hans Makart, Arnold Böcklin, rzeźbiarze Auguste Rodin, Victor Tilgner i Kaspar von Zumbusch, oraz literaci Hugo von Hofmannsthal i Rainer Maria Rilke. 
Budynek był odsunięty od linii zabudowy i otoczony ogrodzeniem z kutego żelaza z dwiema bramami. Przy ulicy znajdował się domek portiera. Budynek był całkowicie podpiwniczony i nakryty dachem mansardowym z poddaszem użytkowym. 
Znaczną część pomieszczeń zajmowały zbiory dzieł sztuki. Ta część pałacu była dostępna dla publiczności. Kolekcja obejmowała obrazy od trzynastego wieku do współczesności, a także rzeźby antyczne,włoskie renesansowe i barokowe. W skład kolekcji wchodziły też dzieła sztuki z galerii Stanisława Augusta.
Po upadku monarchii austro-węgierskiej Karol Lanckoroński przyjął wraz z rodziną obywatelstwo polskie, pozostając jednak w Wiedniu. Po jego śmierci w 1933 zarządzanie pałacem przejął jego syn Antoni Lanckoroński (zm. 1965).
Po przyłączeniu Austrii do III Rzeszy 1938 i wybuchu II wojny światowej pałac wraz z kolekcją dzieł sztuki został przez władze hitlerowskie skonfiskowany jako własność obywateli polskich. W roku 1944 pałac został uszkodzony wskutek bombardowania, w roku 1945 podpalony przez włamywaczy. 
Zbiory zostały po wojnie przewiezione do pałacu Hohenems w Vorarlbergu, gdzie częściowo zostały zniszczone wskutek pożaru.
Budynek pałacu nadawał się jednak do odbudowy, która nie doszła do skutku wskutek trudności finansowych. W roku 1960 ruiny zostały rozebrane, a na miejscu pałacu powstał budynek biurowy dla firmy Hoffmann-LaRoche, użytkowany następnie przez firmę Motorola.
Spadkobiercom rodu Lanckorońskich udało się częściowo odzyskać zrabowane przez władze hitlerowskie dzieła sztuki. Z inicjatywy Karoliny Lanckorońskiej kolekcje wzbogaciły zbiory Zamku Królewskiego na Wawelu, Zamku Królewskiego w Warszawie oraz innych polskich placówek muzealnych.

## Wnętrza Pałacu

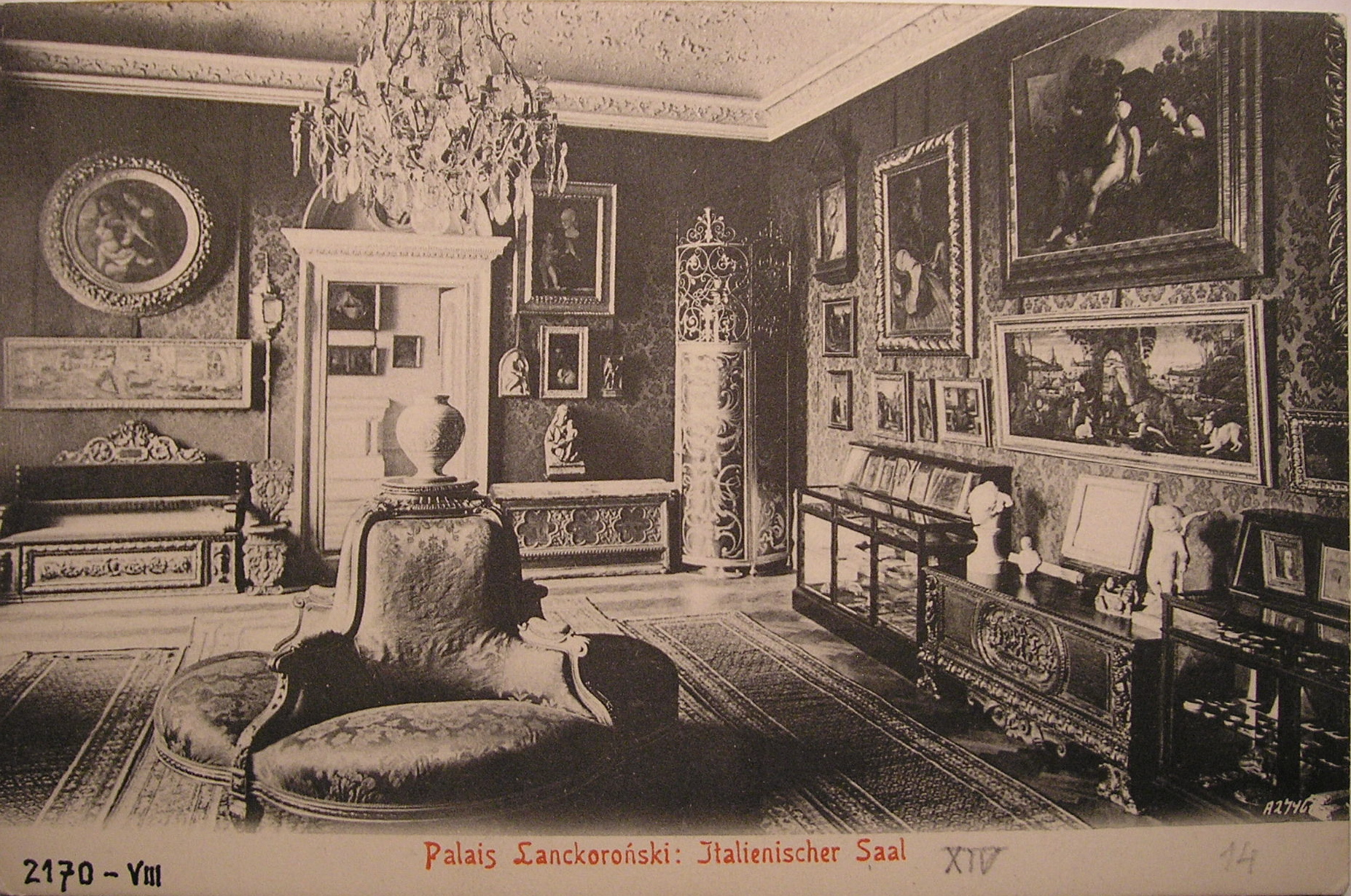
Sala włoska
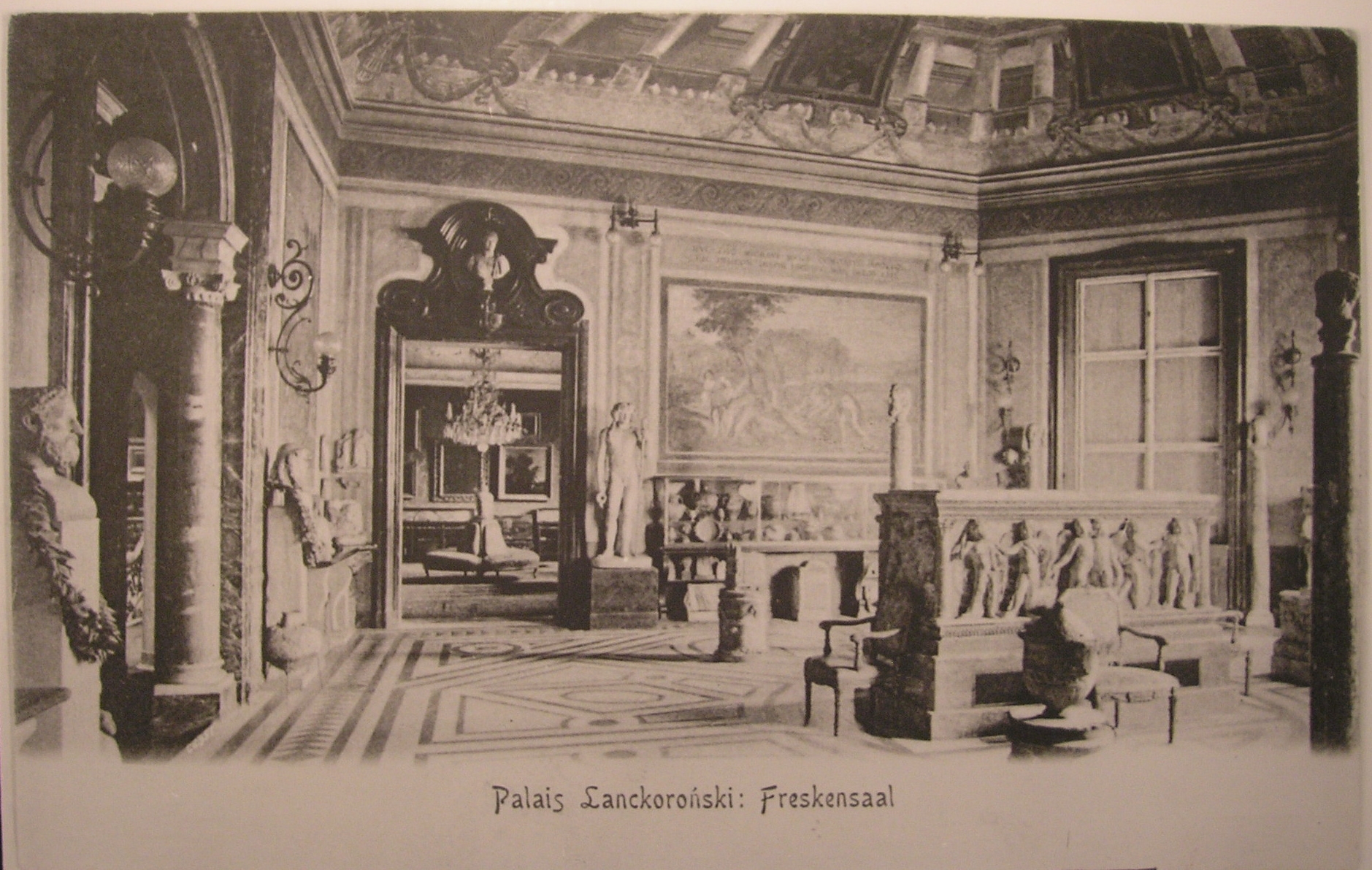
Sala fresków
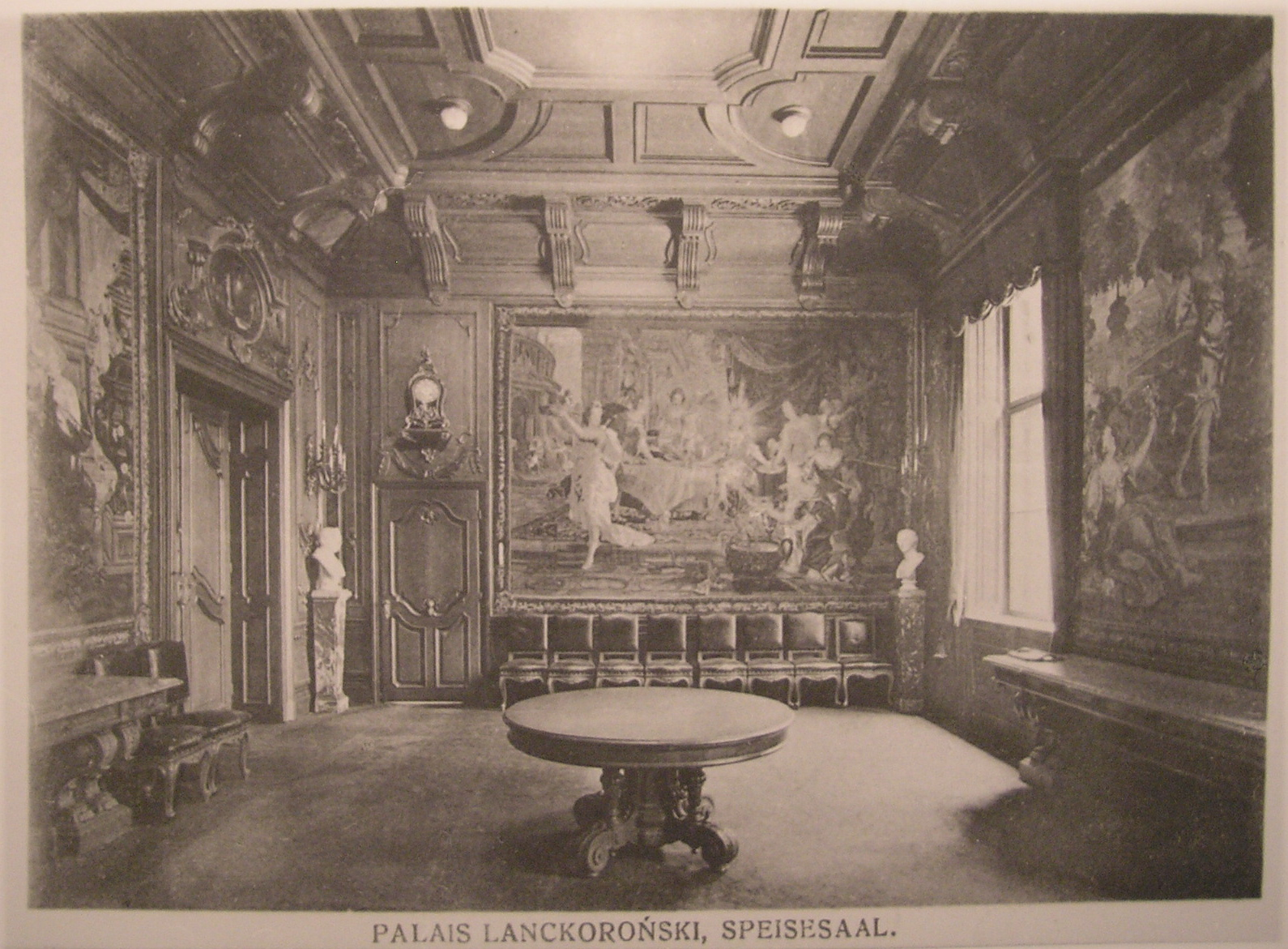
Sala jadalna
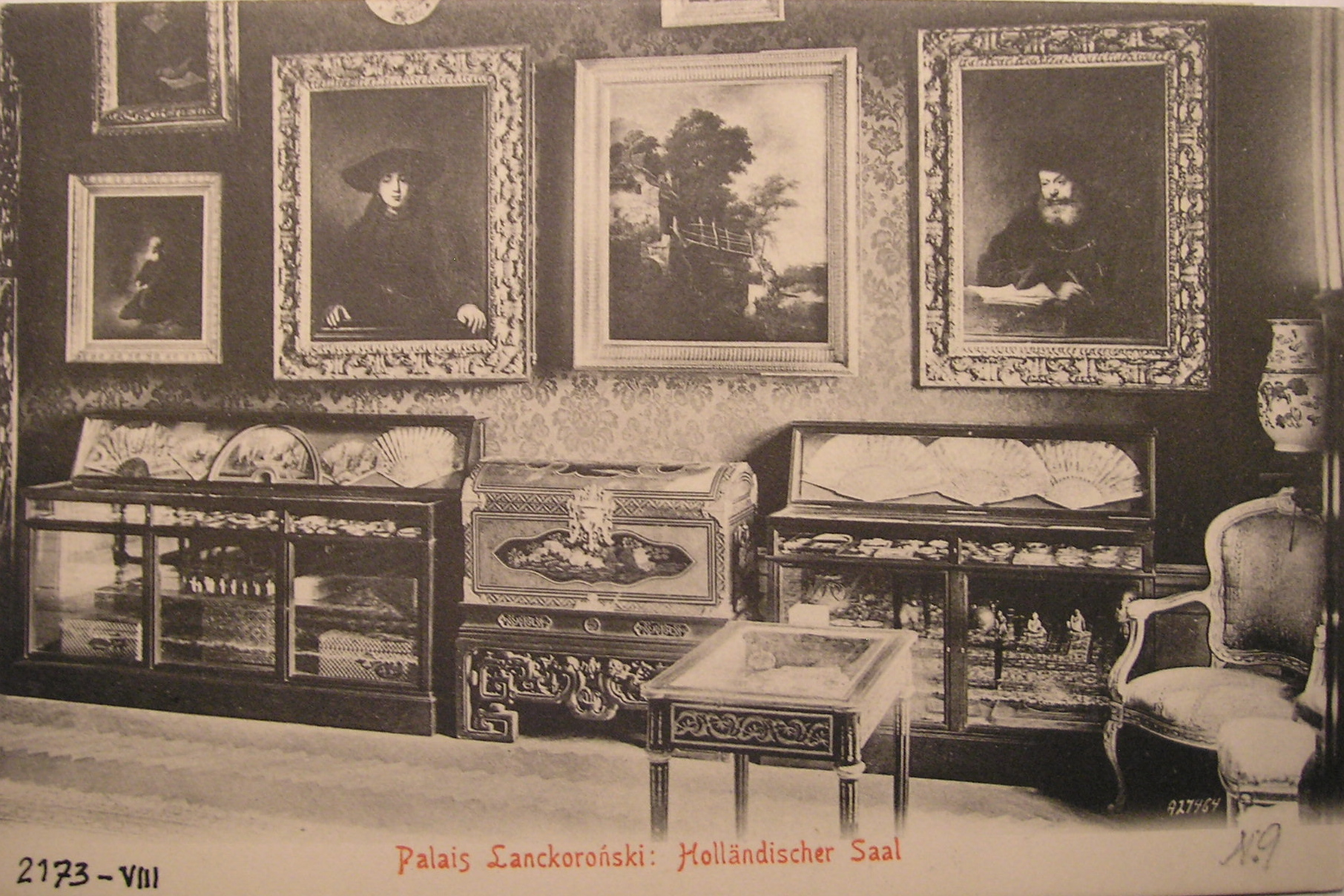
Sala holenderska